# Guerra dei fratelli (Ungheria)
La guerra dei fratelli (in ungherese testvérviszály) fu una guerra di successione combattuta nel regno d'Ungheria che coinvolse principalmente due membri della dinastia regnante degli Arpadi, ovvero il re d'Ungheria Emerico e suo fratello minore, Andrea, duca di Slavonia. Il conflitto durò dal 1197 al 1203, trascinandosi per quasi tutta la durata del regno di Emerico. Le lotte ebbero un impatto significativo sullo sviluppo della società e del sistema politico dell'Ungheria del XIII secolo.

## Contesto storico

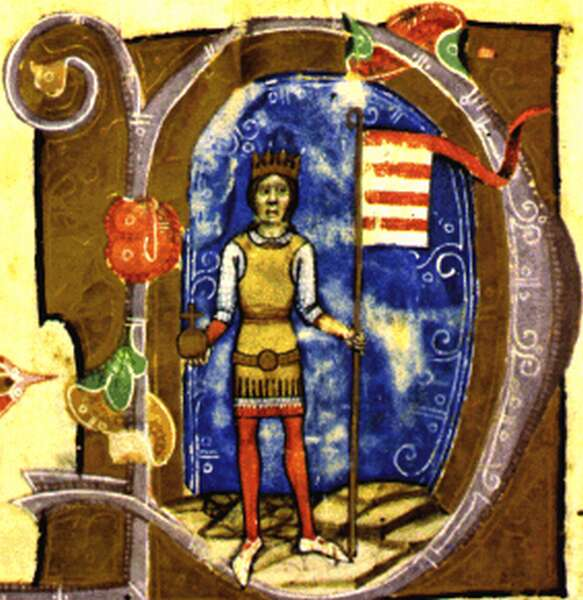
Béla III (al potere dal 1172 al 1196), padre di Emerico e di Andrea, in una miniatura tratta dalla Chronica Picta

Béla III era stato re d'Ungheria dal 1172 al 1196; la sua prima moglie, Agnese d'Antiochia, fu anche la madre di tutti i suoi figli. Il primogenito, un bambino di nome Emerico, nacque nel 1174, mentre il secondo figlio, chiamato Andrea, nacque intorno al 1177. Béla e Agnese ebbero anche altri due figli, ovvero Salomone e Stefano, e secondo alcuni autori uno dei due era ancora vivo all'inizio del 1198.
Per garantire una successione pacifica al trono ungherese, Béla III decise di incoronare il suo figlio maggiore mentre era in vita. Mentre era ancora un bambino, Emerico ricevette la corona sul capo da Nicola, arcivescovo di Strigonio, il 16 maggio 1182. Si trattò di un evento storico insolito per la famiglia reale gli Arpadi, che fu afflitta da molte lotte dinastiche nel corso della sua storia. Dopo Salomone (1057) e Stefano II (1105), Emerico fu il terzo erede ad essere incoronato re d'Ungheria mentre era in vita il suo predecessore al potere. Béla III nominò Emerico signore della Croazia e Dalmazia intorno al 1193 o 1194. Lo storico Gyula Kristó ha affermato che l'incoronazione di Emerico nel 1182 fu imposta contro suo padre dagli aristocratici più potenti del regno. Al contrario, Szabados ha ritenuto che Emerico non emanò in modo indipendente alcun documento reale e non disponeva di una propria corte. Bálint Hóman affermato che Béla III assegnò al suo figlio maggiore il ruolo di co-monarca alla maniera degli imperatori bizantini. Lo storico croato Ferdo Šišić ha ipotizzato che Emerico fosse stato incoronato re di Croazia e Dalmazia nel 1194, in occasione di una diversa cerimonia.

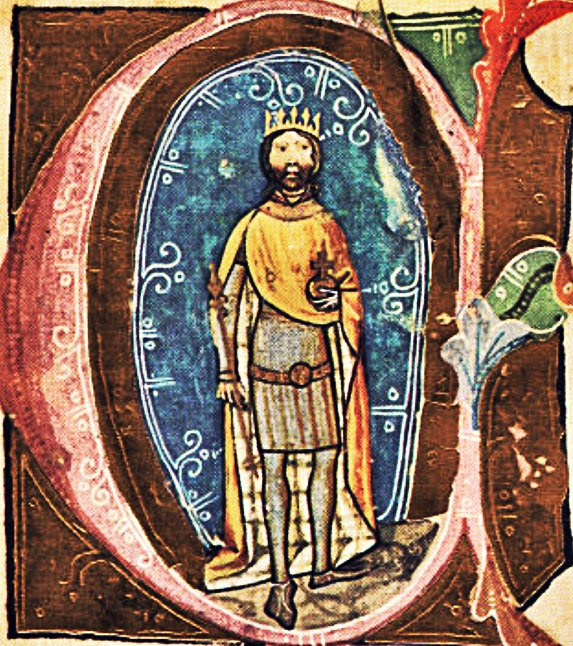
Emerico d'Ungheria (al potere dal 1196 al 1204) in una miniatura tratta dalla Chronica Picta

Dopo la riuscita invasione del Principato di Galizia da parte di Béla III nel 1188, il suo figlio più giovane, Andrea, fu insediato come principe. Divenuto presto impopolare, i boiardi scacciarono Andrea e il suo seguito dal principato nell'agosto del 1189 o del 1190. Al suo ritorno in Ungheria, Andrea non ricevette un nuovo ducato dal padre, il quale gli concesse soltanto del denaro, oltre ad alcune fortezze e possedimenti situati in Slavonia. Sul letto di morte, Béla III, che aveva promesso di condurre una crociata in Terra santa, intimò Andrea ad adempiere al suo voto. Béla III morì il 23 aprile 1196 ed Emerico gli succedette come re d'Ungheria senza che alcuno gli si opponesse.

## Il conflitto

### Prima congiura di Andrea (1197)
(Chronica regia Coloniensis)
(Lettera del neoeletto papa Innocenzo III al duca Andrea (29 gennaio 1198))

Il regno d'Ungheria (in verde) nel 1190 circa, ovvero poco prima dello scoppio del conflitto fratricida tra Emerico e Andrea

Andrea utilizzò i fondi ereditati da suo padre per reclutare sostenitori tra i nobili magiari. È plausibile che avesse chiesto a suo fratello di assegnargli il titolo di duca di Slavonia, un ruolo questo che nella seconda metà del XII secolo venne sempre più spesso riservato all'erede al trono. Andrea formò anche un'alleanza con Leopoldo VI d'Austria e complottò contro Emerico. Il re venne a conoscenza della cospirazione e denunciò formalmente l'avvenimento riferendolo a papa Celestino III, il quale minacciò di scomunicare coloro che sostenevano il duca contro Emerico. Le truppe congiunte di Andrea e Leopoldo attaccarono e sbaragliarono l'esercito reale ungherese a Mački (Macsek), nei pressi della cittadina slavonica di Farkaševac, nel tardo autunno del 1197. Costretto a compiere tale azione, è probabile che il re Emerico cedette la Croazia e Dalmazia ad Andrea a titolo di appannaggio. Malgrado ciò, una serie di lettere relative a privilegi concessi alle città costiere dalmate e alle istituzioni ecclesiastiche dimostrano che Emerico intendeva esercitare i suoi diritti reali come re di Croazia e Dalmazia, indipendentemente dal fatto che Andrea detenesse o meno il titolo ducale.
Nei fatti, Andrea amministrò la Croazia e la Dalmazia come un monarca indipendente. Nei documenti, si definiva «per grazia di Dio, duca di Zara e di tutta la Dalmazia, Croazia e la Zaclumia». Approfittando della morte di Miroslav Zavidović, Andrea invase la Zaclumia e occupò sicuramente quanto situato tra i fiumi Cettina e Narenta prima del maggio 1198. Andrea coniò monete, concesse terre e confermò i privilegi già promulgati nei nuovi territori sottomessi. Ai sensi dell'intesa stipulata con Emerico, alla sua sovranità appartenevano anche i comitati di Varasdino e di Bodrog. Per consolidare ulteriormente il suo potere, Andrea collaborò, tra le altre, con le nobili famiglie dei Frankopan e dei Babonić. Anche alcuni baroni di spicco sostennero le sue aspirazioni, tra cui il nobile Macario Monoszló e Andrea, bano di Slavonia e marito della principessa Margherita (zia di Emerico e Andrea). Andrea, il secondogenito di Béla III, nominò inoltre dei propri bani, ignorando le prerogative reali di Emerico. Andrea agì come «caput ecclesiae in regno suo» (autorità massima della chiesa nelle sue terre) sulle istituzioni ecclesiastiche dalmate, avendo precedentemente riconosciuto dei privilegi all'Arcidiocesi di Spalato e al monastero di San Giovanni a Biograd nel 1198. Tentò altresì di occupare le sedi arcivescovili allora vacanti di Spalato e Zara con dei prelati a lui fedeli fino alle elezioni del 1198. Papa Innocenzo III, forte alleato di Emerico nella sua faida contro Andrea, si rifiutò di confermare la validità di queste elezioni e ordinò un'indagine sul rapporto politico dei candidati con il duca. Negli anni successivi, la Santa Sede impedì con successo ai sostenitori di Andrea di rivestire gli incarichi ecclesiastici in Dalmazia. Nel complesso, le chiese e le città locali tentarono di preservare la propria neutralità durante la faida tra Emerico e Andrea. In diversi casi, i due fratelli concessero entrambi le medesime concessioni verso una determinata chiesa, poiché i chierici ritenevano importante ottenere la conferma da ognuno dei due dei propri diritti e tendevano così a manifestare la propria neutralità. Biagio, il notaio principale presente a Zara, definì Emerico il «nostro sovrano», mentre Andrea fu definito soltanto «duca» e poi «fratello del re, che si trova in Dalmazia».
Nel frattempo, papa Innocenzo III ordinò a ogni arcivescovo e vescovo d'Ungheria di non scomunicare o interdire i consiglieri del re, in particolare il suo principale sostenitore dalla morte di suo padre, Ugrino Csák, vescovo di Giavarino. Alcune settimane dopo la sua elezione, Innocenzo III inviò una lettera ad Andrea il 29 gennaio 1198, esortandolo a condurre una crociata in Terra Santa per adempiere al suo voto. Nello specifico, minacciò Andrea di scomunica, qualora avesse rifiutato di adempiere alle ultime volontà di suo padre, oltre ad avvisarlo che avrebbe perso il suo status di erede al trono ungherese in favore di suo fratello minore, Salomone o Stefano (Andrea era l'erede in quanto Emerico non aveva ancora avuto figli all'epoca).

### Seconda cospirazione di Andrea (1198-1199)
(Lettera di papa Innocenzo III al re Emerico del 21 giugno 1199)
(Lettera di risposta di re Emerico a papa Innocenzo III)

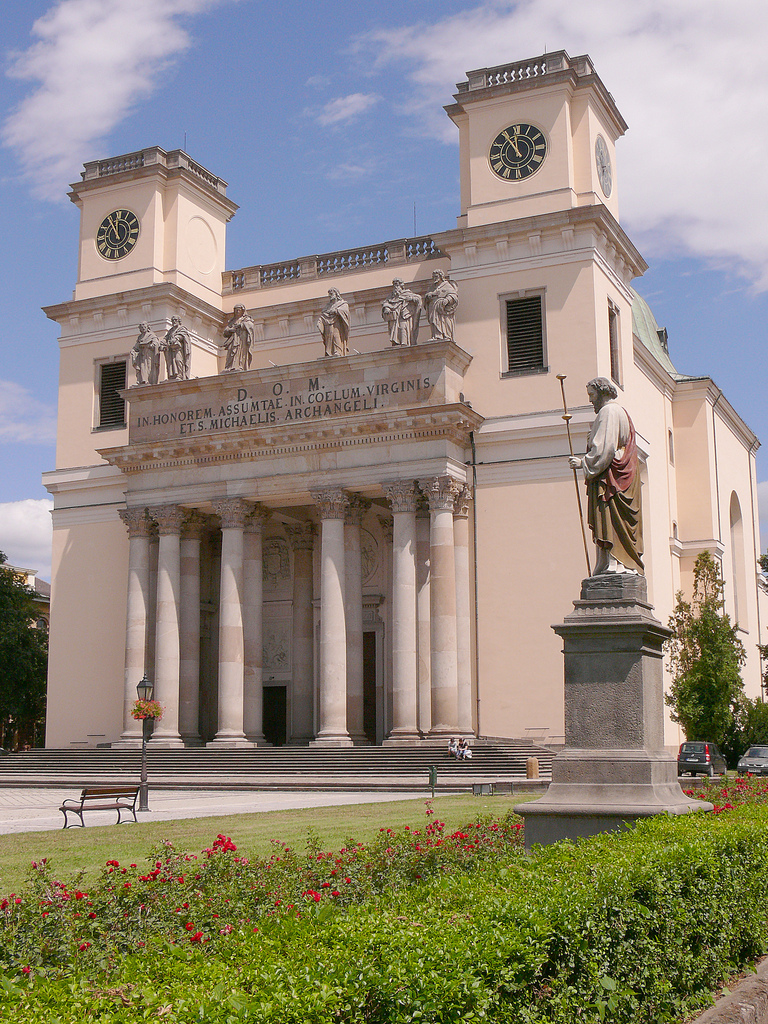
La cattedrale dell'Assunzione di Vaccia (in ungherese Vác) oggi, dove Emerico fece irruzione e espropriò il tesoro reale

Nonostante la chiara presa di posizione della Santa Sede, diversi prelati appoggiarono Andrea. Nel gennaio 1198, papa Innocenzo III aveva rimproverato Giovanni, abate di Pannonhalma per aver cospirato con il duca contro Emerico e gli aveva ordinato di comparire di persona davanti alla Curia romana. Tuttavia, la cospirazione contro il re continuò, e si intensificò nella primavera del 1199. Uno dei prelati fedeli ad Andrea, il vescovo di Vaccia Boleslao, si lamentò con la Santa Sede poiché mentre stava celebrando con i canonici una messa nella cattedrale dell'Assunzione cittadina il 10 marzo 1199, Emerico e i suoi soldati irruppero violentemente nell'edificio. Il re stesso aggredì fisicamente Boleslao, mentre le sue truppe ruppero la serratura, saccheggiarono il tesoro e confiscarono numerosi documenti, che presumibilmente riguardavano i preparativi per una cospirazione pianificata contro il monarca. Papa Innocenzo inviò una lettera a Emerico il 21 giugno 1199, nel quale invitava il re a risarcire i danni materiali alla cattedrale e a risarcire Boleslao, qualora Emerico non fosse stato sottoposto a scomunica e il regno a un interdetto. Nella stessa giornata, papa Innocenzo incaricò Saulo Győr, arcivescovo di Caloccia, di indagare sugli eventi e di vigilare sull'effettivo pagamento del risarcimento che il re doveva. Inizialmente, Emerico impedì a Saulo di giungere alla corte reale, ostacolando la sua missione.
Nella sua lettera di risposta, Emerico negò di aver commesso qualsiasi abuso fisico; secondo lui, i canonici del capitolo della cattedrale aprirono volontariamente il cancello e il coinvolgimento di Boleslao nella cospirazione fu rivelato. Nella sua lettera a papa Innocenzo, il re raccontava che il vescovo continuava a intrattenere rapporti e a spedire missive al duca Andrea e agli altri cospiratori, oltre a custodire i fondi del gruppo nella cattedrale di Vaccia per finanziare la loro ribellione contro Emerico. Poiché dopo l'incidente e la successiva guerra civile, diversi baroni disertarono alla corte del duca Andrea, è plausibile che il re avesse una buona ragione per aver aperto il tesoro della cattedrale, secondo Szabados. Nella sua lettera, Emerico raccontò anche che Mog, palatino d'Ungheria, giurò segretamente fedeltà ad Andrea, ma fu privato del suo incarico quando il suo tradimento venne rivelato. La defezione di Mog incoraggiò Andrea a ribellarsi alla sua autorità e a tentare di ottenere il trono ungherese. Quando Emerico tentò di nominare il suo sostenitore Mika Ják come nuovo palatino, lo scomunicò il fratello di Boleslao, Elvino, vescovo di Gran Varadino, poiché aveva precedentemente recluso uno dei sacerdoti del vescovado, che fungeva da messaggero dei nemici del re affiliati al duca Andrea. Emerico affermò che il trattamento riservato a Saulo Győr si spiegava con la necessità di garantire la sua sicurezza, la cui vita sarebbe stata messa in pericolo dai seguaci dei prelati legati ad Andrea e attivi alla corte reale.
Una volta scoperto il complotto, scoppiò una guerra civile tra Emerico e Andrea. Durante gli scontri, le terre comprese nella diocesi di Zagabria (in Slavonia) patirono gravi danni. Nell'estate del 1199, le truppe reali misero in rotta l'esercito di Andrea nella valle di Rád vicino al lago Balaton, nel comitato di Somogy, e Andrea fuggì in Austria, dove il duca Leopoldo concesse asilo a lui e al suo seguito. Per rappresaglia, l'esercito di Emerico marciò verso ovest e saccheggiò la Stiria, la regione di confine austriaca alle porte dell'Ungheria. Successivamente, Emerico prese dei provvedimenti per riportare la Croazia e la Dalmazia sotto il suo controllo. Nominò governatore reale della città costiera il suo vecchio precettore Bernardo da Perugia, l'arcivescovo di Spalato. Il nome di Andrea scomparve dallo stile di datazione utilizzato dai notai delle città dalmate, inclusa Zara, nella seconda metà del 1199. Emerico insediò anche i suoi fedelissimi Nicola I di Transilvania e poi Benedetto come bani di Croazia e Dalmazia. Per le perdite subite dalla sua diocesi, Emerico risarcì Domenico, vescovo di Zagabria, riservandogli numerosi privilegi ed esenzioni fiscali nel 1199-1200.

### Prima riconciliazione (1200-1203)

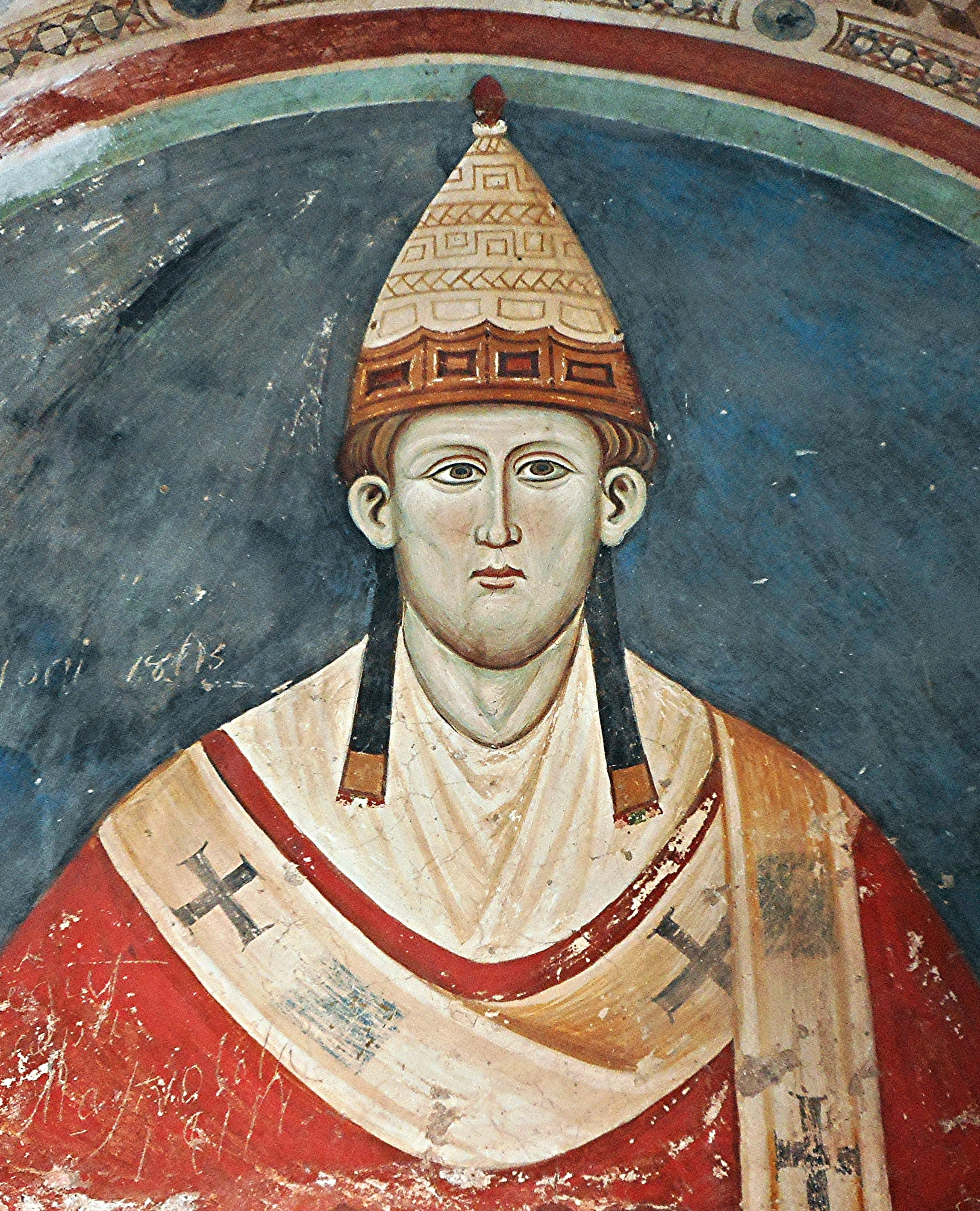
Papa Innocenzo III in un affresco del 1215 circa conservato nel Monastero di San Benedetto di Subiaco. Desideroso di proclamare una nuova crociata con la partecipazione dell'Ungheria, sollecitò i due fratelli a ricongiungersi e a mettere da parte le rivalità

La questione che stava più a cuore per papa Innocenzo riguardava l'inizio della crociata, motivo per cui sollecitò la riconciliazione tra i due fratelli. La Chronica regia Coloniensis narra che il papa inviò dall'Italia Corrado di Wittelsbach, l'arcivescovo di Magonza, in Ungheria per mediare tra Emerico e Andrea. Le parti si incontrarono e si accordarono con Leopoldo e con tutti i nobili d'Ungheria, suggellando così la pace: sia Emerico che Andrea giurarono di unirsi a una crociata in Terra Santa, mentre l'Ungheria fu affidata alla tutela di Leopoldo al momento della propria partenza. Qualora uno dei due fosse morto in Terra santa, il fratello sopravvissuto avrebbe ereditato il regno del padre al suo ritorno (poiché Emerico non aveva ancora un figlio). In una lettera papale risalente al marzo del 1200, anche il cardinale Gregorio di Crescenzio apparve come negoziatore durante la riconciliazione dei fratelli. Il resoconto fornito dalla Continuatio Claustroneuburgensis sostiene che «il re d'Ungheria fece pace con il duca d'Austria e accettò di nuovo suo fratello minore nel regno congiunto» nel 1200. Lo storico austriaco Alfons Huber ha ritenuto che ciò avrebbe comportato un ritorno alla precedente separazione territoriale, ragion per cui Andrea non divenne co-governatore. Szabados ha giudicato papa Innocenzo III il vero beneficiario del trattato, circostanza la quale riflette la crescente influenza della Santa Sede sull'Ungheria. Per Innocenzo rappresentava una notizia più che positiva la possibilità di poter proclamare una nuova crociata, peraltro con il supporto di un grande sovrano europeo.
Il trattato di pace del 1200 fece sì che Andrea non solo ristabilì il suo potere in Croazia e Dalmazia, ma ne emerse più forte che mai. Ad esempio, negli atti emessi dal notaio di Zara Blaise, il nome di Emerico non è affatto menzionato, mentre Andrea è annoverato come «nostro signore» insieme ai suoi titoli ducali. Dall'autunno del 1200, gli statuti di Andrea continuarono a esercitare i propri effetti nella regione. Egli insediò nuovamente dei bani per amministrare la sua provincia, dapprima Nicola e poi Martino Hont-Pázmány. Alla sua cerchia apparteneva anche l'ex palatino Mog. La riconciliazione portò tre anni di pace in Slavonia e Croazia. Andrea potrebbe aver iniziato a coniare delle monete durante questo periodo. Sposò Gertrude di Merania tra il 1200 e il 1203, il cui suo suocero Bertoldo IV d'Andechs possedeva estesi domini nel Sacro Romano Impero lungo i confini del ducato di Andrea. L'influenza e il coinvolgimento politico di Gertrude sono chiaramente dimostrati dal fatto che quando Emerico sconfisse nuovamente suo fratello nel 1203 (come si dirà dopo), ritenne necessario rimandare Gertrude nella sua terra natale, la Merania.
Emerico perseguì una politica estera attiva nei Balcani dopo il 1200, da quando papa Innocenzo lo esortò a prendere misure per reprimere gli "eretici" in Bosnia. Sebbene si fosse impegnato a unirsi alla quarta crociata, i combattenti (perlopiù veneziani) furono responsabili dell'assedio di Zara nel novembre 1202. Papa Innocenzo seppe che Emerico si preparava per una crociata all'inizio del 1203. Poco dopo, riferì nel febbraio 1203 al re che, sotto la minaccia della scomunica, i dignitari ecclesiastici e secolari avrebbero dovuto giurare fedeltà all'erede legittimo al trono ungherese, il bambino Ladislao (nato qualche tempo dopo il 1200). Innocenzo apprese successivamente una notizia simile da Andrea all'inizio di novembre del 1203. Il pontefice dichiarò che avrebbe posto tutti i possedimenti e le ricchezze di Andrea, che possedeva di diritto, sotto la protezione della Santa Sede, e li avrebbe protetti fino a quando non avesse ricevuto notizia del suo ritorno o della sua dipartito. Affermò infine che se nel frattempo Andrea avesse avuto un figlio, quel bambino avrebbe ereditato il ducato. Tuttavia, l'ultima lettera di Innocenzo si rivelò non più attuale, poiché a quel punto le acredini tra i due fratelli erano nuovamente riaffiorate.

### Disfida di Varasdino (1203)
(Tommaso Arcidiacono, Historia Salonitana)

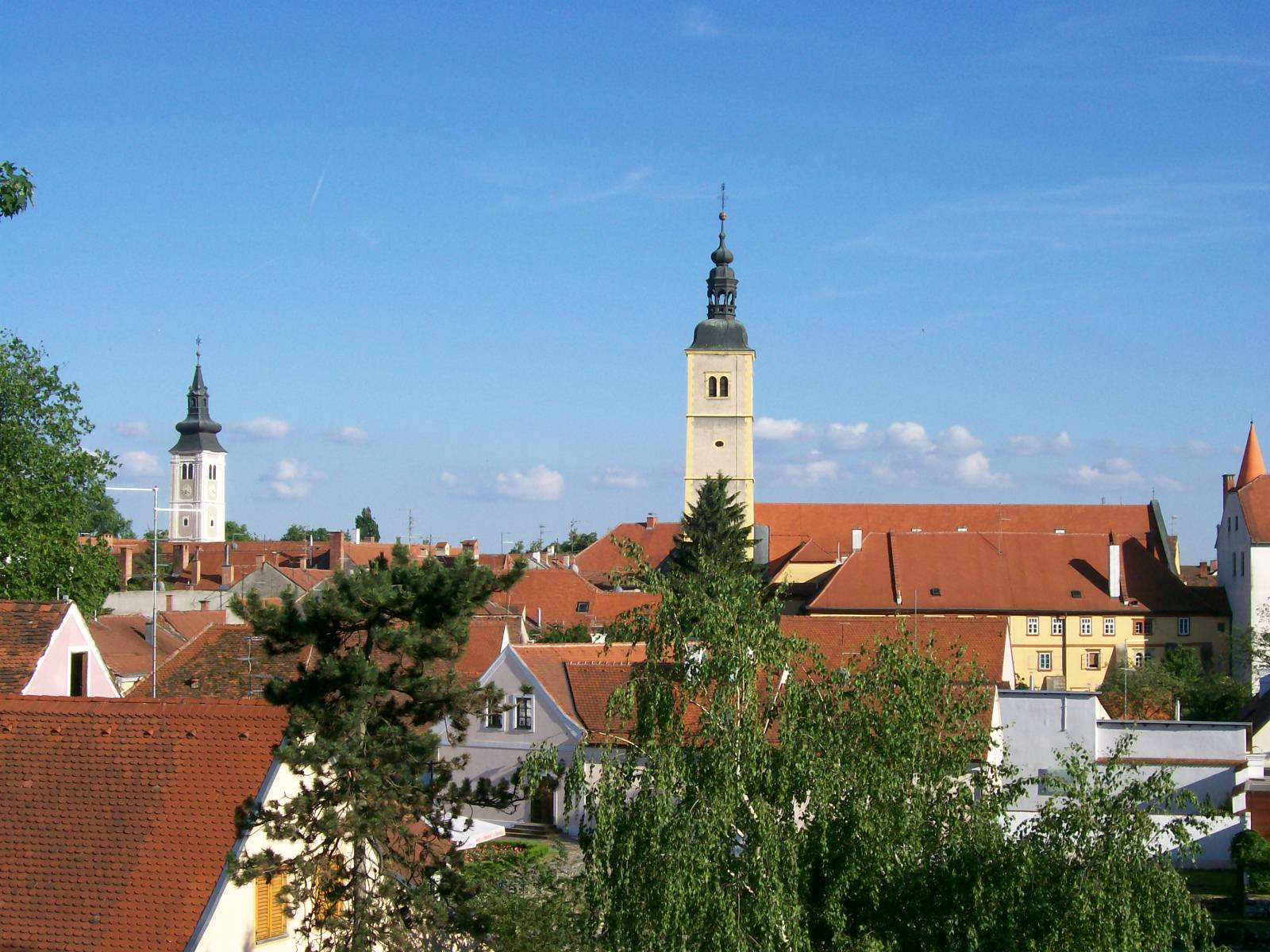
Varasdino, dove forse ebbe luogo l'episodio della cattura di Andrea per mano di Emerico senza combattere

La relazione tra i due fratelli portò ad un terzo conflitto nell'autunno del 1203, ma le circostanze dello scoppio non sono chiare a causa di informazioni contrastanti. La Continuatio Claustroneuburgensis narra che «Emerico, re d'Ungheria - anche se aveva dato la sua parola a suo fratello per mezzo dei monaci - lo fece prigioniero con l'inganno e lo imprigionò [Andrea] per sempre». Il trattato Rhetorica novissima dello studioso toscano Boncompagno da Signa riporta una lettera del duca Leopoldo VI d'Austria, nella quale il monarca testimonia che Emerico imprigionò Andrea «senza motivo». Gli Annales iuvavenses riferiscono che Emerico incoronò suo figlio Ladislao, «il quale non aveva nemmeno tre anni», imprigionò Andrea, «sospettando che si stesse preparando ad attaccare il regno», e lo custodisse nel palazzo di Strigonio. Emerico espulse anche Gertrude, la sposa di Andrea, nella sua terra natia e la privò dei suoi beni. Tommaso Arcidiacono scrive una versione diversa nella sua cronaca, la Historia Salonitana, decenni dopo: secondo lui, quando i due fratelli tornarono a litigare Andrea scatenò una grande ribellione contro Emerico. I loro eserciti si incontrarono a Varasdino (in ungherese Varasd, la moderna Varaždin, in Croazia) in Slavonia sul fiume Drava nell'ottobre 1203. Emerico fece il suo ingresso disarmato nell'accampamento di suo fratello, affermando: «Ora vedrò chi oserà alzare una mano per versare il sangue della stirpe reale!». Nessuno osò fermare il re e, in siffatta maniera, si avvicinò ad Andrea e lo portò con sé con la forza senza che qualcuno gli opponesse resistenza.
Quale sia la versione più accurata dagli eventi resta ancora oggetto di dibattito storiografico. Lo studioso del XIX secolo Gyula Pauler ha analizzato ogni documento, ipotizzando in realtà che, con un futile pretesto, Emerico convocò suo fratello minore per un consulto e al suo arrivo lo catturò senza scatenare così una guerra. Il suo contemporaneo Flórián Mátyás ha ritenuto credibile la versione fornita dalla Claustroneuburgensis, mentre Gyula Kristó ha semplicemente riproposto entrambe le versioni in maniera asettica, senza prendere posizione. György Szabados, invece, ha giudicato attendibile quanto scritto dall'arcidiacono Tommaso, bollando la Continuatio Claustroneuburgensis come un'opera di parte e realizzata da sostenitori di Andrea. Ha poi sottolineato che la morte di Emerico fosse stata indicata per due volte e in entrambe le occasioni riportando una data sbagliata (1203 e 1205), motivo per cui l'autenticità della narrazione risulterebbe discutibile. Ha inoltre sostenuto che, sebbene l'Historia Salonitana fosse caratterizzata da una visione filo-emericiana, l'opera stessa fu compilata intorno al 1266, quando Emerico e la sua stirpe si erano estinti molto tempo fa (nel 1205), ragion per cui non vi era motivo di distorcere la verità. La missiva di papa Innocenzo prova anche che nel 1203 in Ungheria ebbero luogo i preparativi per la campagna militare, ma che queste energie non furono indirizzate per partecipare alla quarta crociata, anziché una guerra tra i due fratelli. Tamás Körmendi si è discostato dalle argomentazioni fornite da Szabados, ponendo l'accento sul fatto che le successive lettere di papa Innocenzo non menzionano la guerra fratricida. In più, nel settembre del 1204 il pontefice sfruttò l'occasione per rimproverare persino Emerico in virtù dell'imprigionamento del suo fratello minore. Inoltre, l'arcidiacono Tommaso non menziona affatto i preparativi della crociata nella sua narrazione. Körmendi ha sostenuto che il cronista avesse consultato principalmente i documenti storici e gli atti del capitolo della cattedrale di Spalato come fonti principali del suo lavoro. Questi documenti forse sono stati scritti di autori convintamente filo-emericiani, in quanto Bernardo di Perugia, il vecchio precettore del re, prestò servizio come arcivescovo di Spalato mentre era in corso la disputa tra i fratelli. Lo storico croato Mladen Ančić ha rimarcato il carattere allegorico della storia, sottolineando che il cronista non mirava a fornire un resoconto autentico in tale caso, ma desiderava esprimere un'immagine idealizzata del potere regio. Attila Zsoldos ha affermaot che fu il re a rivoltarsi contro le terre del fratello con un esercito inizialmente radunato per la crociata a causa della sfiducia nei confronti del suo consanguineo. Una volta imprigionato Andrea, Emerico insediò un suo fedelissimo, Ipoch Bogátradvány, come nuovo bano della Croazia e della Dalmazia.

## Conseguenze

### Politiche interne

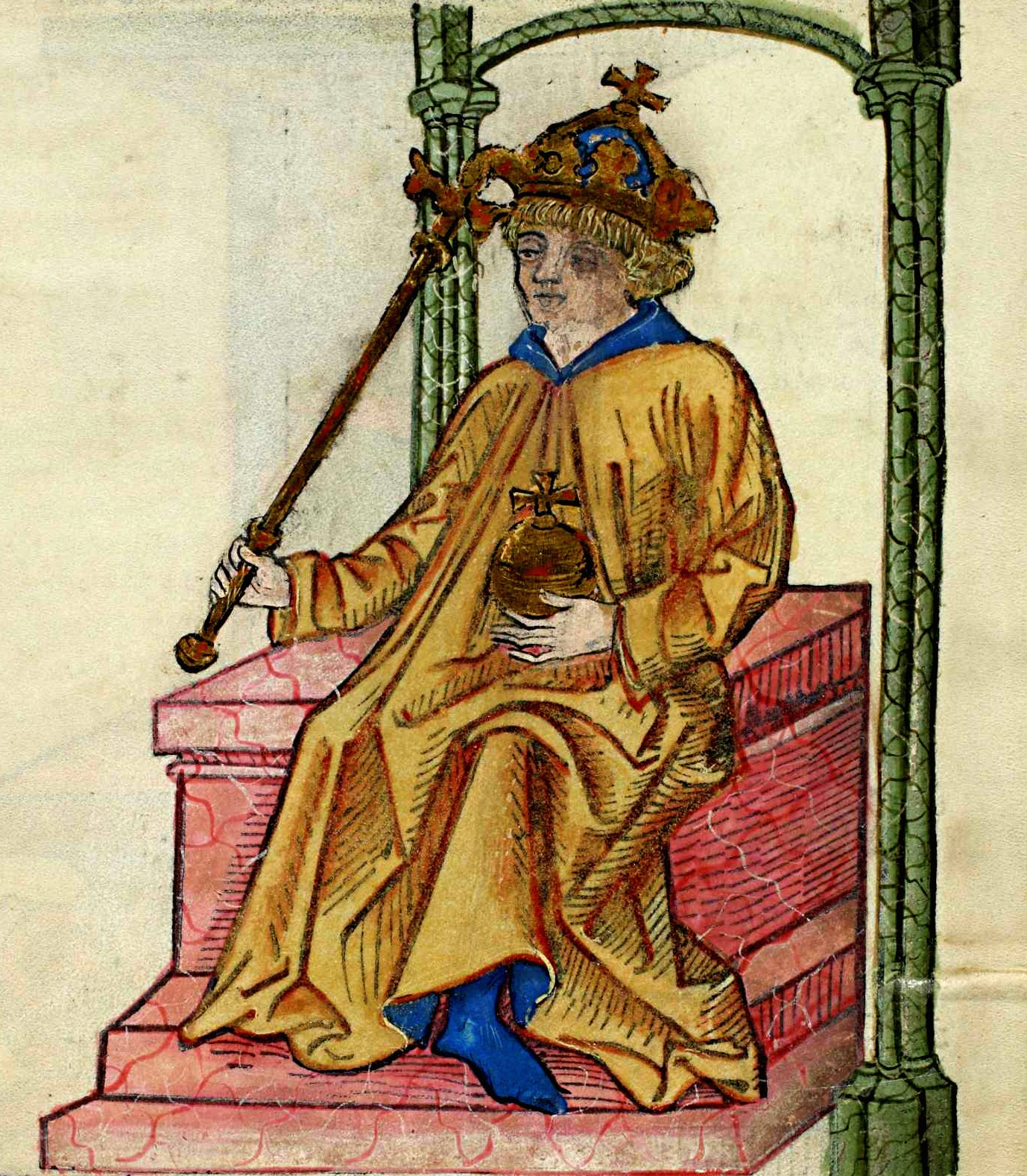
Il piccolo Ladislao III, formalmente al potere dal 1204 al 1205 e morto all'età di cinque anni, in una miniatura della Chronica Hungarorum

Andrea fu imprigionato prima nel castello di Gornji Kneginec (Kene), poi a Strigonio. Essendosi gravemente ammalato, Emerico voleva assicurare la successione al figlio di quattro anni, Ladislao. Un suo fidato sostenitore, Ugrino Csák, fu eletto arcivescovo di Strigonio nella primavera del 1204. Papa Innocenzo autorizzò Ugrino a incoronare Ladislao e ad invalidare il giuramento di pellegrinaggio del malato Emerico in Terra Santa nell'aprile del medesimo anno. Nel frattempo, Andrea fu liberato dalla prigionia nei primi mesi del 1204. Non è chiaro se fosse stato liberato dai suoi alleati, tra cui Alessandro Hont-Pázmány, o se l'evento avvenne con il consenso di Emerico. Poiché Ladislao fu incoronato soltanto nel mese di agosto del 1204, è plausibile che Emerico avesse deciso volontariamente di scarcerare Andrea, ritenendo l'incoronazione non di vitale importanza. Emerico si riconciliò con il fratello morente, che gli affidò «la tutela di suo figlio e l'amministrazione dell'intero regno fino al raggiungimento della maggiore età».

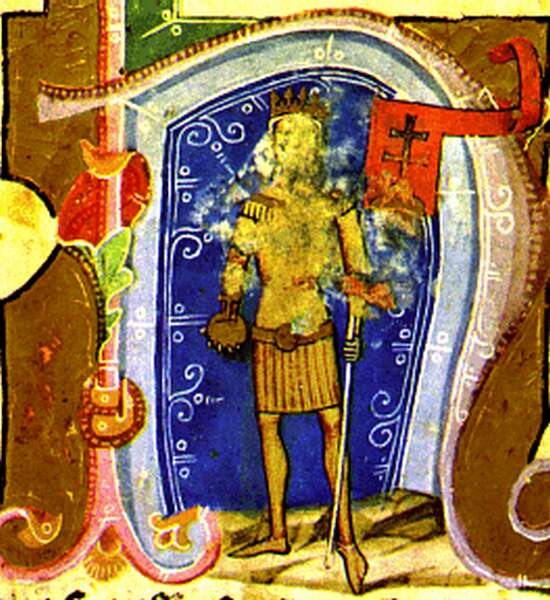
Andrea II, re d'Ungheria dal 1205 al 1235, raffigurato nella Chronica Picta

Emerico morì il 30 novembre 1204 e il piccolo Ladislao III salì al trono ungherese sotto la reggenza di suo zio, il duca Andrea. Le successive lettere di papa Innocenzo III lasciano intendere che gravi acredini insorsero tra Andrea e la regina madre Costanza d'Aragona a seguito della morte di Emerico. Andrea confiscò una parte significativa della ricchezza personale di Costanza e ottenne il totale controllo sul tesoro reale. Costanza fuggì dall'Ungheria, portando suo figlio e la Sacra Corona in Austria nella primavera del 1205. Secondo gli Annales iuvavenses, «alcuni vescovi e nobili» li scortarono, sfondando il blocco da Andrea eretto lungo il confine austriaco. Andrea si preparò a muovere guerra contro Leopoldo VI, ma Ladislao III morì improvvisamente a Vienna il 7 maggio 1205. Ventidue giorni dopo, Andrea II fu incoronato re d'Ungheria e i suoi discendenti governarono l'Ungheria e la Croazia fino all'estinzione della dinastia degli Arpadi, avvenuta nel 1301, e anche oltre per parte materna.

### Politiche estere
Approfittando della guerra civile in Ungheria, Kalojan di Bulgaria invase e si assicurò Belgrado, Barancs (odierna Braničevo, in Serbia) e altre fortezze nel 1204. Emerico aveva supervisionato i preparativi per una campagna contro la Bulgaria, ma su richiesta di papa Innocenzo l'esercito era stato sciolto. In quel momento, il pontefice stava negoziando l'unione della Chiesa bulgara con quella cattolica romana, tanto da inviare come degno di riavvicinamento a Kalojan una corona reale. Emerico imprigionò il legato pontificio che stava consegnando la corona alla Bulgaria mentre il legato stava attraversando l'Ungheria.
A differenza dei precedenti pretendenti al trono magiaro, come ad esempio il principe Álmos, Boris Colomanno e Géza, l'ultimogenito di sesso maschile del re Géza II, Andrea non poteva contare sull'appoggio di una delle grandi potenze limitrofe della regione, vale a dire il Sacro Romano Impero e l'Impero bizantino a causa della loro condizione di anarchia interna. I due Stati stavano vivendo, rispettivamente, la disputa sul trono tedesco e il caotico governo della famiglia degli Angeli. Di conseguenza, in occasione della sua ribellione contro il re, suo fratello minore dovette fare affidamento sull'appoggio dei nobili ungheresi in misura molto maggiore rispetto ai suoi predecessori che rivendicarono il trono. Per ricompensarli o comunque a titolo di gratitudine, anche Emerico donò spesso beni o proprietà reali dopo la sua incoronazione, comportando i prodromi di un futuro cambiamento nella struttura sociale ungherese. Quando si affermò al potere, Andrea dovette accettare il fatto che non poteva privarsi dell'esperienza dei vecchi nobili di Emerico nel governo. Per i suoi fedeli sostenitori, una generazione più giovane rispetto all'aristocrazia dominante, Andrea istituì delle nuove cariche a corte (ad esempio il Mastro di cavalleria, in latino Agazonum regalium magistri; in ungherese Főlovászmester). La linea di divisione tra i membri della "vecchia" e della "nuova" élite divenne permanente e la netta posizione predominante della corona reale svanì a poco a poco.

### Fonti primarie
- Tommaso Arcidiacono, Archdeacon Thomas of Split: History of the Bishops of Salona and Split, a cura di Olga Perić, traduzione di Damir Karbić, Mirjana Matijević Sokol e James Ross Sweeney, CEU Press, 2006, ISBN 963-7326-59-6.

### Fonti secondarie
- (EN) Judit Gál, Dalmatia and the Exercise of Royal Authority in the Árpád-Era Kingdom of Hungary, Arpadiana III. Research Centre for the Humanities, 2020, ISBN 978-963-416-227-8.
- (HU) Tamás Körmendi, Az 1196–1235 közötti magyar történelem nyugati elbeszélő forrásainak kritikája [Un'analisi critica delle fonti narrative occidentali relative alla storia dell'Ungheria tra il 1196 e il 1235], MTA Bölcsészettudományi Kutatóközpont Történettudományi Intézet, 2019, ISBN 978-963-416-163-9.
- (EN) Tamás Körmendi, The Struggle between King Emeric of Hungary and Duke Andrew in Dalmatia (1197–1203), in Stefan the First-Crowned and His Time, Belgrado, Institute of History, 2020,  pp. 195-211, ISBN 978-86-7743-139-6.
- (HU) Gyula Kristó, A feudális széttagolódás Magyarországon [Anarchia Feudale in Ungheria], Akadémiai Kiadó, 1979, ISBN 963-05-1595-4.
- (HU) Gyula Pauler, A magyar nemzet története az Árpád-házi királyok alatt, II [La Storia dello Stato Ungherese nell'epoca dei Re Arpadi], vol. 2, Athenaeum, 1899.
- (HU) György Szabados, Imre és András [Emerico e Andrea], in Századok, vol. 133, n. 1, Magyar Történelmi Társulat, 1999,  pp. 85-111, ISSN 0039-8098 (WC · ACNP).
- (HU) Gábor Thoroczkay, Írott források az 1116–1205 közötti magyar történelemről [Fonti Scritte sulla Storia Ungherese tra il 1116 e il 1205], Szegedi Középkorász Műhely, 2018, ISBN 978-615-80398-3-3.
- (HU) Attila Zsoldos, Az Aranybulla királya [Il Re della Bolla Pontificia], Városi Levéltár és Kutatóintézet, 2022, ISBN 978-963-8406-26-2.